# 开门大吉 (歌曲)
《开门大吉》是凤凰传奇为中国中央电视台的同名综艺节目演唱的主题曲，由于瑞洋作词作曲，于2013年1月24日发布。